# 새터데이 나이트 스페셜

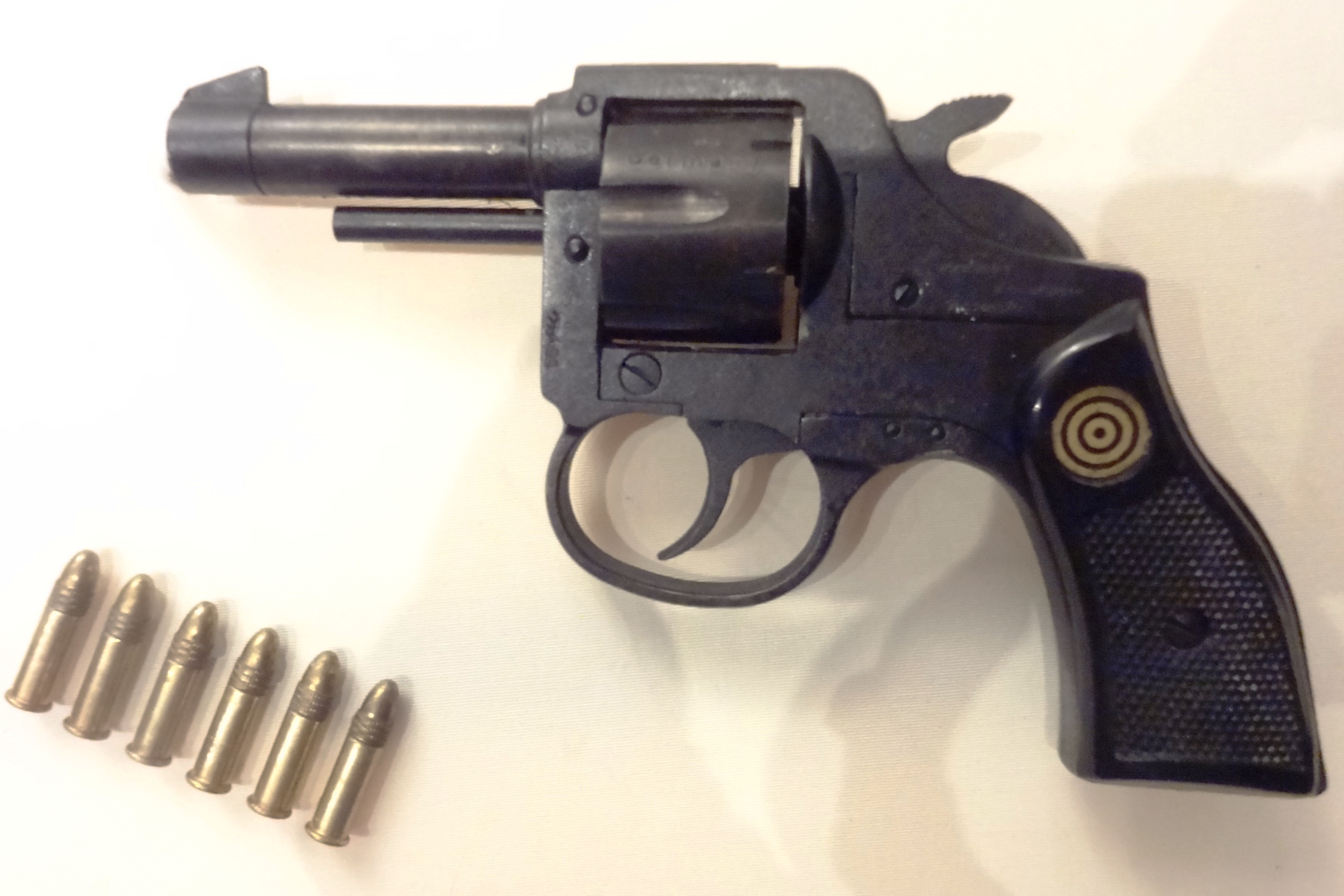
뢰흠 RG-14는 흔히 새터데이 나이트 스페셜로 간주된다.

새터데이 나이트 스페셜(Saturday night special)은 미국과 캐나다에서 저렴하고 소형이며 저구경의 저품질 금속으로 만들어진 권총을 일컫는 구어적인 용어이다. 때로는 정크 건으로도 알려져 있으며, 일부 주에서는 이러한 총기를 구성 또는 재료 강도에 따라 정의한다. 19세기 후반과 20세기 초반에는 흔히 자살용 특수 총이라고 불렸다.

## 정의

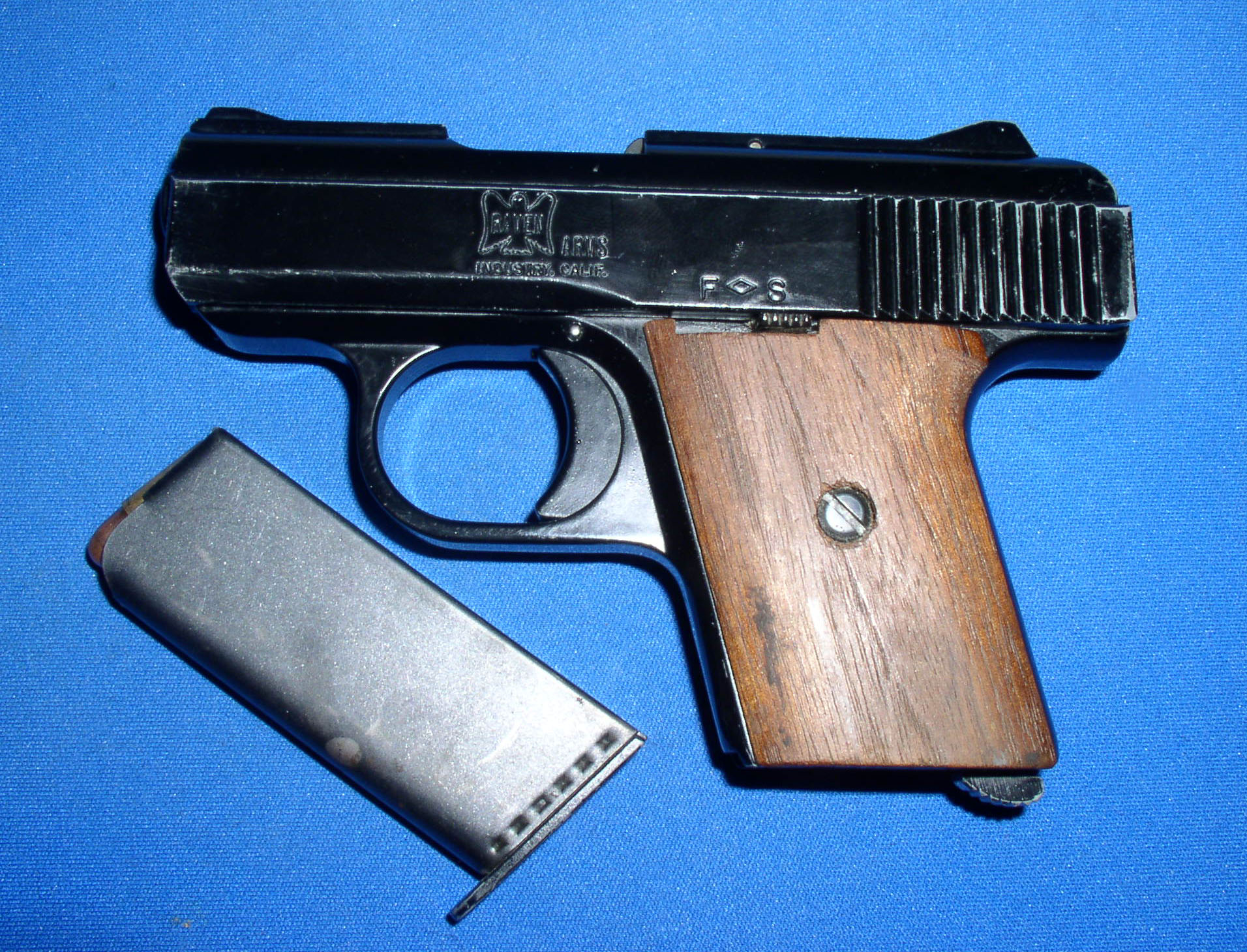
MP-25는 저렴한 권총 생산으로 유명한 "링 오브 파이어" 회사 중 첫 번째로 불리는 레이븐 암스에서 제작되었다.

"새터데이 나이트 스페셜"이라는 용어는 빈곤한 지역에서 사용되는 저렴한 총기를 의미한다. 이 총기들은 대개 작고, 소구경이며, 종종 신뢰성이 낮거나 부정확하다. 단일 정의를 내리기는 쉽지 않다. 미국의 법률은 이를 "안전하지 않거나" "정당한 목적이 없는" 것으로 정의하려고 시도했지만, 이러한 정의 시도는 문제가 많다.
"새터데이 나이트 스페셜"이라는 용어가 인쇄물에 처음 사용된 것은 1917년 9월 29일자 코피빌 데일리 저널(더 코피빌 데일리 저널)에 "싸구려 리볼버"를 언급하면서였다. 뉴욕 타임스는 1968년 8월 17일자에 "미국, 권총 수입 보류"라는 제목의 1면 기사를 실었고, 기자 프레드 그레이엄은 "...강도들이 선호하는 싸고 작은 구경의 '새터데이 나이트 스페셜'..."이라고 썼다.
"새터데이 나이트 스페셜"이라는 용어는 1968년 총기 규제법의 통과와 함께 널리 사용되었다. 이 법은 뢰흠 게젤샤프트가 제조한 많은 리볼버를 포함하여 많은 저렴한 총기의 수입 및 제조를 금지했기 때문이다. 수입이 금지되자 뢰흠은 플로리다 마이애미에 공장을 열었고, 레이븐 암스, 제닝스 파이어암스, 피닉스 암스, 로신 엔지니어링 컴퍼니, 데이비스 인더스트리, 선댄스 인더스트리를 포함한 많은 미국 회사들이 저렴한 권총 생산을 시작했으며, 이들은 통칭 "링 오브 파이어 회사"로 알려지게 되었다.
총기 소유 옹호자들은 저렴한 총기를 제한하는 법안이 저소득층 및 흑인 총기 소유자를 겨냥하도록 고안된 차별적인 기원을 가질 수 있다고 설명한다. 그의 저서 『권총 제한: 자유주의 회의론자들의 목소리』에서 총기 권리 옹호자인 돈 케이츠는 새터데이 나이트 스페셜에 대한 초점에서 인종적 뉘앙스를 발견했다.

## 문제점

### 범죄 사용 통계
새터데이 나이트 스페셜은 흔히 저렴하여 범죄를 저지른 후 버릴 수 있다고 인식되지만, 범죄 행위가 항상 이러한 예상에 부합하는 것은 아니다. 1985년 1,800명의 수감된 중범죄자를 대상으로 한 연구는 당시 범죄자들이 반자동 총기보다 리볼버 및 기타 비반자동 총기를 선호했음을 보여주었다. 반자동 권총에 대한 선호 변화는 1990년대 초반에 크랙 코카인의 등장과 폭력적인 청소년 갱단의 증가와 함께 발생했다.
그럼에도 불구하고, 미국에서 범죄에 연루된 총기 유형 상위 10개 중 3개(경찰 추적 요청으로 나타남)는 새터데이 나이트 스페셜로 널리 간주된다. ATF가 1993년에 보고한 바에 따르면, 여기에는 Raven Arms .25 ACP, Davis P-380 .380 ACP, Lorcin L-380 .380 ACP가 포함되었다. 그러나 동일한 연구는 살인에 사용된 가장 흔한 총기가 대구경 리볼버였으며, 추적된 총기 상위 10개 목록에는 어떤 종류의 리볼버도 나타나지 않았음을 보여주었다.

### 가용성
2003년, NAACP는 핸드건의 "부주의한 마케팅"을 통해 "공공의 폐해"를 야기한 혐의로 45개 총기 제조업체를 고소했다. 여기에는 일반적으로 새터데이 나이트 스페셜로 묘사되는 모델도 포함되었다. 이 소송은 핸드건 제조업체 및 유통업체가 흑인 및 히스패닉 거주 지역에서 폭력을 조장하는 방식으로 총기를 마케팅한 죄가 있다고 주장했다. 이 소송은 미국 지방법원 판사 잭 B. 와인스타인에 의해 기각되었는데, 그는 NAACP 회원들이 불법적인 총기 사용으로 "독특한 피해를 입지 않았으므로" 고소할 자격이 없다고 판결했다.
총기 소유 옹호자들은 저렴한 총기 폐기가 저소득층의 헌법적으로 보호되는 총기 권리를 제한한다고 주장한다. 미국 인종 평등 회의 (CORE)의 전 회장이자 내셔널 라이플 협회 이사회 구성원인 로이 이니스는 "저렴한 총기를 얻기 어렵게 만드는 것은 총기를 얻는 데 돈이라는 조건을 두는 것이며, 이는 최악의 인종차별이다"라고 말했다. CORE는 1985년 메릴랜드주의 새터데이 나이트 스페셜/저구경 권총 금지 조치에 이의를 제기하는 소송에서 법정 조언자로 소송에 참여했다.
피터 로시와 제임스 D. 라이트는 국립사법연구원을 위해 새터데이 나이트 스페셜 금지 조치가 비효율적이거나 역효과를 낼 수 있다는 연구를 발표했다. 데이브 코펠의 케이토 연구소 정책 분석은 더 나아가 다음과 같이 말했다.

터무니없이 높은 가격이나 특정 종류의 권총의 부재로 인해 권총 구입이 좌절될 가능성이 가장 높은 사람들은 범죄 목적으로 무장하려는 중범죄자가 아니라(그들은 훔친 무기를 사용할 가능성이 더 높다), 범죄자들로부터 자신을 보호하기 위해 총기가 필요하다고 결정했지만 시장에서 가장 저렴한 총기조차 감당할 수 없는 가난한 사람들이다.

## 규제

### 미국

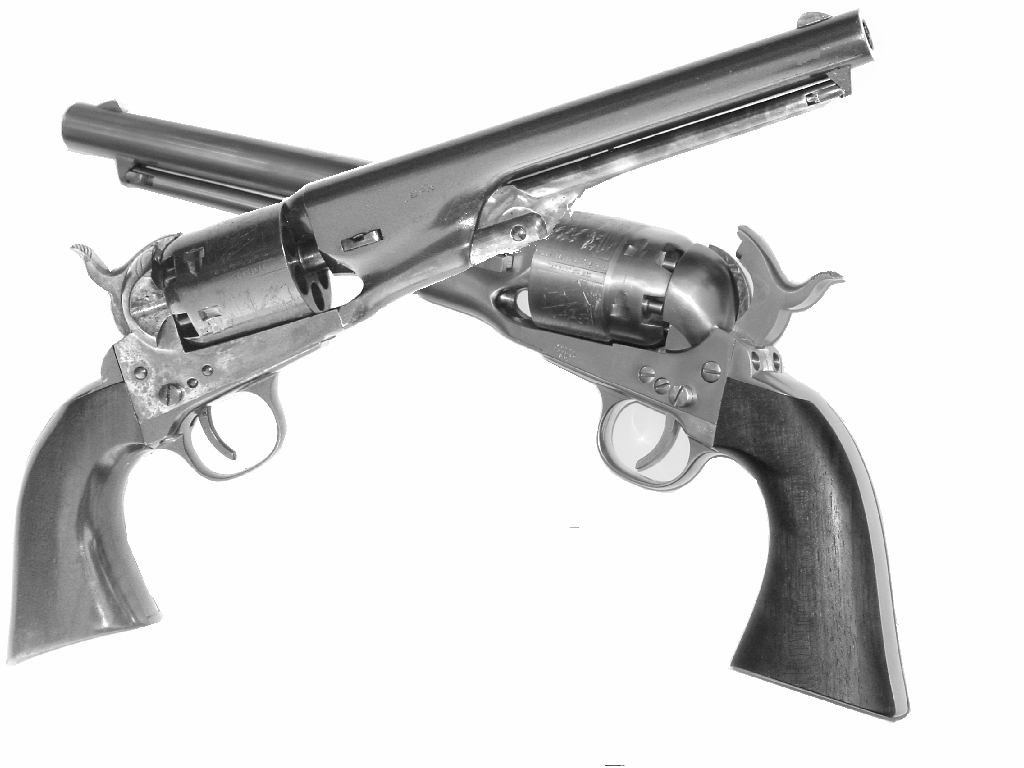
콜트 M1861 네이비 (전경) 및 콜트 아미 모델 1860 (후경). 19세기 권총을 육군 및 해군 권총으로 제한하는 법률은 최초의 "새터데이 나이트 스페셜" 금지 조치였다.

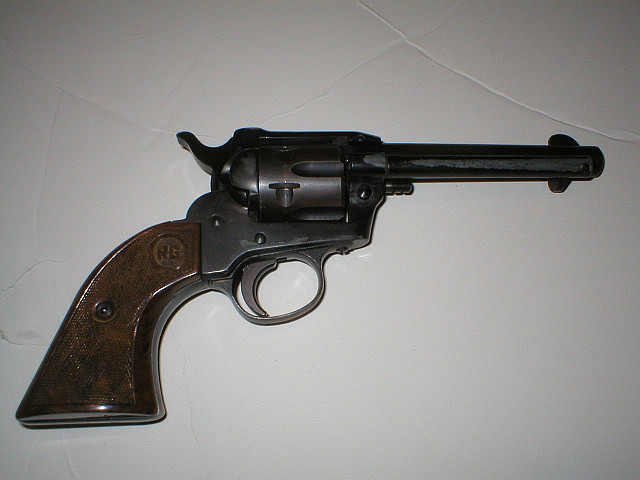
뢰흠 RG-66, 1968년 총기 규제법에 의해 수입이 금지된 저렴한 "새터데이 나이트 스페셜"의 예시

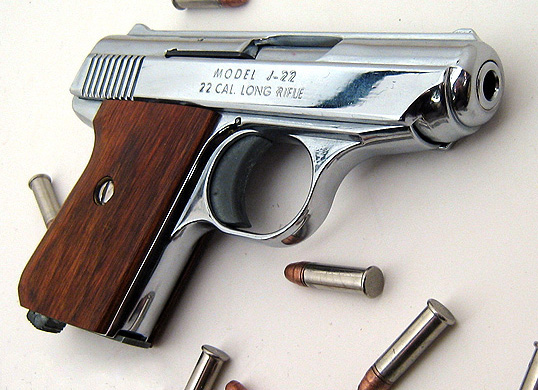
주조 아연 합금 제닝스 J-22 권총과 .22LR 탄약

저렴한 권총을 금지하는 최초의 법은 1879년 수정 헌법 제14조와 1875년 시민권법 직후에 테네시주에서 "육군 및 해군법"의 형태로 제정되었다. 헌법 개정으로 무효화된 이전 법률은 흑인 해방노예가 어떤 종류의 총기도 소유하거나 휴대할 수 없다고 명시했다. 육군 및 해군법은 "육군 또는 해군 권총을 제외한 허리띠 권총, 주머니 권총, 리볼버 또는 다른 종류의 권총"의 판매를 금지했는데, 이는 흑인 해방노예와 가난한 백인들이 구입하기에는 너무 비쌌다. 이들은 .36 구경 ("해군") 또는 .44 구경 ("육군")의 대형 권총으로, 남북 전쟁 당시 연합군과 남부군 지상군이 사용했던 군용 뇌관총 흑색 화약 리볼버였다. 이 법의 효과는 권총 소유를 상위 경제 계층으로 제한하는 것이었다.
저렴한 총기를 규제하려는 다음 주요 시도는 1968년 총기 규제법으로, "스포츠 목적" 테스트와 점수 시스템을 사용하여 독일의 뢰흠과 같은 유럽 제조사에서 수입된 많은 작고 저렴한 권총을 제외했다.
대부분의 미국 제조업체는 수입 규제에 직접적인 영향을 받지 않았으며, 대부분 금지된 수입품과 경쟁하는 소형의 저렴한 권총을 제조하지 않았다. 그러나 저렴한 권총에 대한 수요는 여전히 존재했고, 그 공백을 메우기 위해 많은 새로운 회사들이 설립되었다. 비용 절감을 위해 이 총기들 중 상당수는 일반적인 기계 가공 또는 주조 강철 대신 자막 아연 합금으로 만든 주조 부품으로 제작되었다. 그 결과, "정크 건"에 대한 법률은 나중에 녹는점을 지정하여 제작에 사용된 아연 프레임을 표적으로 삼았다. 일반적인 800 °F (427 °C)보다 훨씬 낮은 온도에서 연소되는 중합체 프레임 총기의 개발로 인해 이 규제는 비효율적이 되었다. 후속 법률은 크기(예: 3 인치 (7.6 cm) 미만의 총신 길이), 재료(예: 아연), 또는 저비용 제조 기술(예: 저렴한 분말 주조 금속을 특별히 금지하는 밀도 요구 사항)을 규제했다. 이러한 법적 제한 중 일부는 제조물 책임법에 기반을 둔다.

### 캐나다
캐나다에서는 1995년 총기법 (통과 전에는 빌 C-68로 알려짐)이 .25 또는 .32 .25 ACP 및 .32 ACP) 구경의 권총, 또는 총신 길이가 105 mm (4.1 in) 이하인 권총을 "금지된" 무기로 분류했다. 이 조항은 "새터데이 나이트 스페셜"을 특별히 겨냥한 것으로 보인다. 국제 사격 대회에서 사용되는 해당 구경의 표적 권총에는 예외가 적용된다.